# Oktavspinett

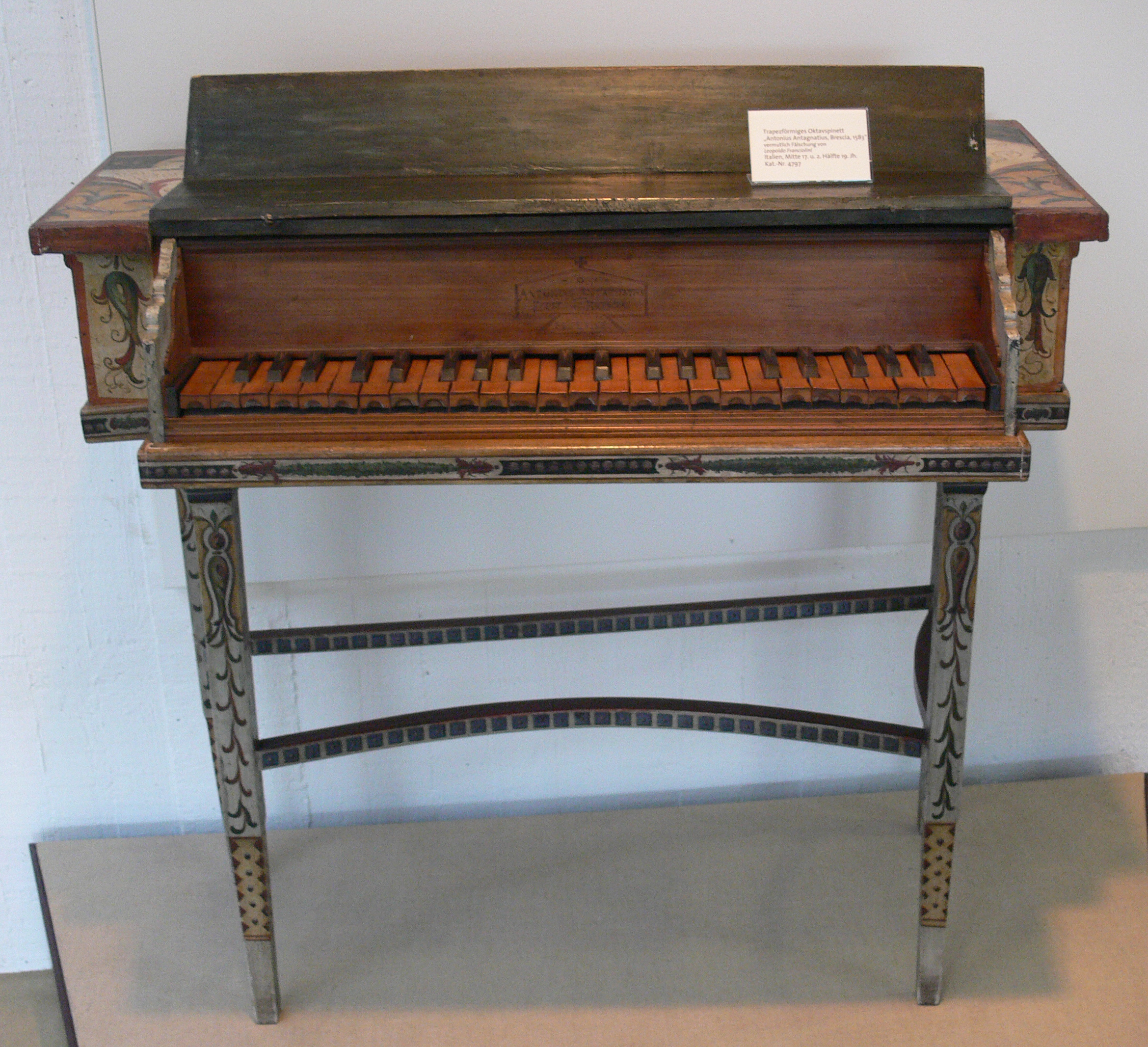
Italienisches Oktavspinett im Musikinstrumenten-Museum Berlin, (Kat.-Nr. 4797)

Das Oktavspinett ist ein ursprünglich italienisches Tasteninstrument aus der Gruppe der Cembali. Es ist kleiner als das normale Spinett und steht in der Tonlage eine Oktave höher. Manche dieser Instrumente, z. B. das hier abgebildete, haben nicht die typische, etwa dreieckige Form des Spinetts, sondern ihr Gehäuse ist rechteckig. Trotzdem sind sie Spinette und keine Virginale, denn einer der beide Stege, die den schwingenden Teil der Saite begrenzen, ist ein Stift auf dem Stimmstock.
Das Instrument wird zum Gebrauch entweder auf einen Tisch gelegt oder hat ein separates Fußgestell, das (wie das Instrument selbst) die Form des jeweiligen Möbelstils aufnimmt. Oktavspinette finden sich auch nicht selten in Nähkästchen oder dergleichen eingebaut. 